# Apachekolos volubilis
Apachekolos volubilis là một loài ruồi trong họ Asilidae. Apachekolos volubilis được Scarbrough & Perez-Gelabert miêu tả năm.